# 탈랑군
탈랑군은 푸껫주의 행정 구역이다. 이 지역의 총 인구 수는 3년 기준으로 75224명이다. 인구 밀도는 298.5km2이다.

## 행정 구역
| 번호 | 지명           | 태국어 지명 | 빌리지 | 인구   |
| ---- | -------------- | ----------- | ------ | ------ |
| 1.   | Thep Krasattri | เทพกระษัตรี   | 11     | 18,320 |
| 2.   | Si Sunthon     | ศรีสุนทร      | 8      | 14,197 |
| 3.   | Choeng Thale   | เชิงทะเล     | 6      | 14,113 |
| 4.   | Pa Khlok       | ป่าคลอก      | 9      | 12,224 |
| 5.   | Mai Khao       | ไม้ขาว       | 7      | 11,874 |
| 6.   | Sakhu          | สาคู         | 5      | 4,496  |

|  | 이 글은 지리에 관한 토막글입니다. 여러분의 지식으로 알차게 문서를 완성해 갑시다. |